# Steinhof (Gemeinde Bad Traunstein)
Steinhof ist eine Rotte in der Marktgemeinde Bad Traunstein im Bezirk Zwettl in Niederösterreich.

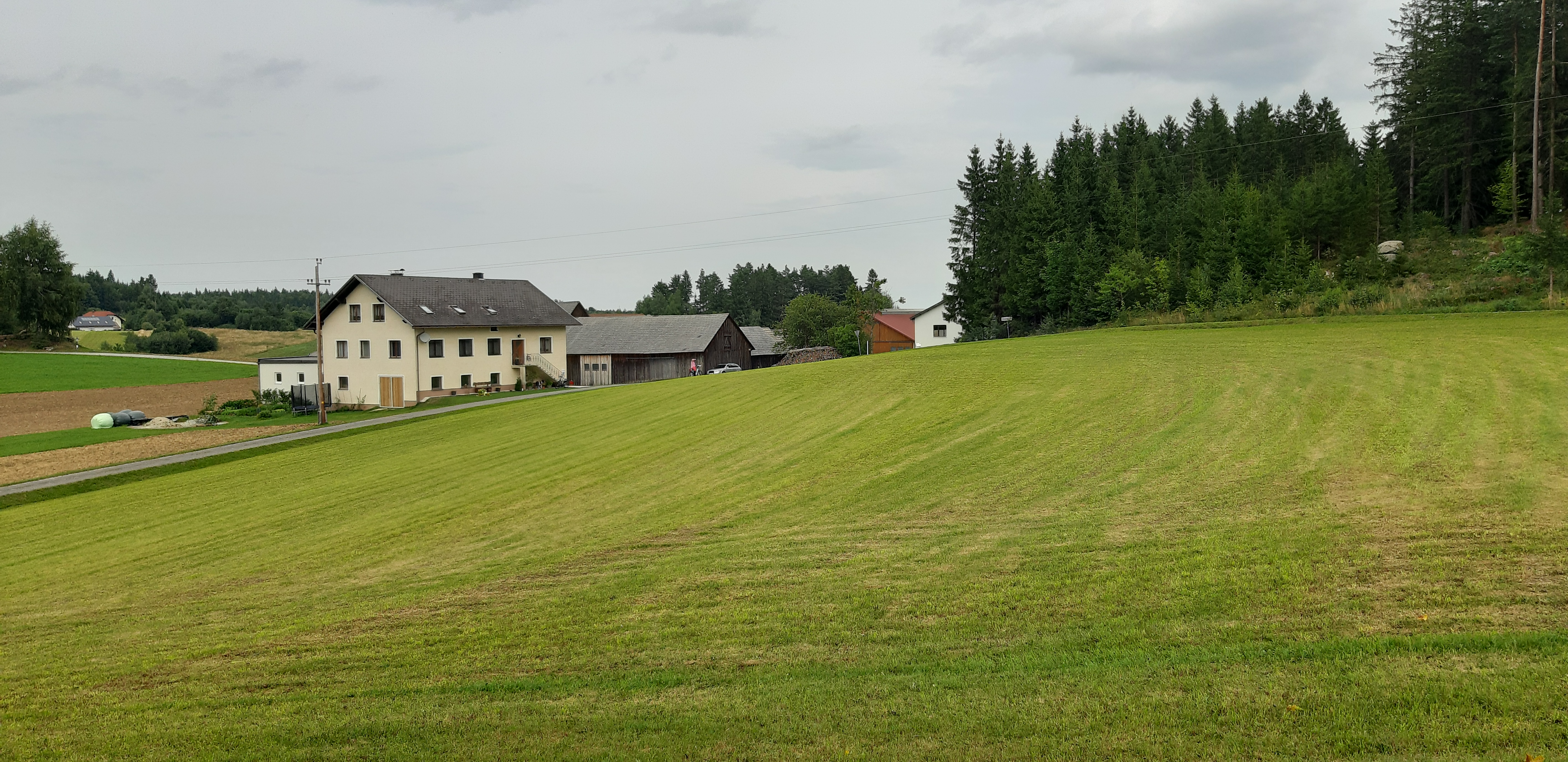
Blick auf die Häuser der Rotte Steinhof

## Geografie
Steinhof liegt 3 Kilometer nördlich von Bad Traunstein an der Straße zwischen Traunstein und Aschen.

## Geschichte
Der Ort wird 1653 als Stainhoff erwähnt, der Name weist auf die Lage der Ansiedlung bei einem Stein hin.
In Folge der Theresianischen Reformen wurde der Ort dem Kreis Ober-Manhartsberg unterstellt und nach dem Umbruch 1848 war er bis 1867 dem Amtsbezirk Ottenschlag zugeteilt.
Nach der Entstehung der Ortsgemeinden 1849 war die Ansiedlung als Teil der Katastralgemeinde Hummelberg ein Teil der Ortsgemeinde Traunstein und ist bis heute ein Teil dieser.
Laut Adressbuch von Österreich waren im Jahr 1938 in Steinhof zwei Landwirte ansässig.